# Mänskliga rättigheter inom islam
Man kan inta tre olika inställningar till frågan om mänskliga rättigheter inom islam. Den första säger att islam och mänskliga rättigheter inte går att sammanföra alls, antingen av de som menar att den islamiska rättens källa är Gud och inte mänskligt skrivna konventioner, eller av de som anser att islam per definition är en odemokratisk religion. Den andra inställning är den som säger att det finns speciella islamiska mänskliga rättigheter. Försök till sådana alternativa mänskliga rättigheter lades fram under 80-talet vid konferenser med ”Organization of the Islamic Conferens, OIC, i Dhaka 1983 och i Teheran 1989–90. Dessa deklarationer, som bara delvis har antagits av OIC, slår fast att kvinnor och män är lika värda vad gäller mänsklig värdighet, men att de har olika rättigheter och skyldigheter, främst inom familjen. I förslaget från Dhaka 1983 sägs bland annat att kvinnan är ekonomisk oberoende och att mannens ansvar är att upprätthålla familjens välfärd (vilket kan tolkas som att kvinnan inte tillåts arbeta utanför hemmet). Den tredje och sista inställningen är liberal islam som innebär att mänskliga rättigheter och islam är kompatibelt, genom att islam omtolkas på olika sätt. Dessa omtolkningar sker genom ifrågasättande av källor och traditioner (sker ofta inom feministisk islam), genom att islams anda och helhet anses vara viktigare än vissa verser i sig, samt genom att islamisk rätt tolkas kontextuellt och tidsbundet. Denna senare tolkning får mer och mer stöd i mindre kretsar av islamiska rättslärda. 
Traditionell islamisk rätt, sharia, omfattar mer än vad sekulär juridik och konventionen om mänskliga rättigheter omfattar. Islamisk rätt innefattar, precis som sekulär rätt, familjerätt, straffrätt, handelsrätt och ekonomiska avtal. Sharia är dock inget fast system och kan se olika ut på väldigt olika ut då Sharia mer pekar ut mål för Sharian än metod för att uppnå det så kan Sharia se väldigt olika ut beroende på var den utövas. Vissa kan t.ex hävda att Sverige följer Sharia och ligger mer i linje med det i många av de viktigaste frågorna än t.ex Saudi Arabien.

## Områden där islamisk rätt och mänskliga rättigheter riskerar att krocka

### Religionsfrihet
Begreppet religionsfrihet är komplicerat. Det innehåller, förutom rätten att utöva sin egen religion, även begreppet frihet från religion. Detta blir komplicerat när hela eller delar av lagen i ett land baseras på just religion. I ett muslimskt land som tillämpar sharia på området familjerätt för muslimer, är det svårt att hävda rätten om frihet från religion när man ska ingå äktenskap eller fördela arv då muslimer i dessa länder måste förhålla sig till landets lag. 
"TVÅNG skall inte förekomma i trosfrågor. Vad som är rätt handlande är nu klart skilt från fel och synd. Den som förnekar de onda makterna och som tror på Gud, har sannerligen vunnit ett säkert fäste som aldrig ger vika. Gud hör allt, vet allt." [2:256] - Koranen 
Religionsfriheten inom islam innebär att det inte får existera tvång till religion. Istället uppmanas muslimer att argumentera på ett måttfullt och försynt sätt för att övertyga människor om Islam genom kloka och goda ord. 
KALLA [människorna, Muhammad] med kloka och goda ord att följa din Herres väg, och lägg fram argumenten på ett måttfullt och försynt sätt; din Herre vet bäst vem det är som avviker från Hans väg och Han vet bäst vem det är som följer Hans ledning. - koranen [16:125]

### Straffrätt
Straffrätten inom sharia anses ofta komplicerad eftersom den innehåller kroppsstraff. Dessa är förbjudet enligt konventionen om de mänskliga rättigheterna då kroppsstraff anses vara grym och omänsklig behandling. I Koranen nämns olika former av straff i det som kallas hudud. Dessa straff är spöstraff, stympning och stening. Straff kan inte utdömas utan en myndighet då islam kräver rättssäkerhet och att ingen får ta lagen i egna händer. Det ska påpekas att dessa straff är omdiskuterade bland islamiska rättslärda, där en sida i debatten anser att straffen endast är metaforiska och ska ses i sin tidsmässiga kontext, och endast tillämpas i ett fåtal länder (som Saudiarabien, Iran och Sudan).

### Kvinnors mänskliga rättigheter
FN:s kvinnokonvention ratificerades 1980. Artikel 16 slår bland annat fast att män och kvinnor äger lika rättigheter vid giftermål, under äktenskap och vid äktenskapets upplösning. Det är denna artikel som är mest kontroversiell i förhållande till islamisk rätt. Inom islamisk familjerätt finns olika lagar för kvinnor och män vad gäller äktenskap, skilsmässa och arv. Enligt sharia får kvinnor inte gifta sig med icke-muslimska män, medan män får gifta sig med vilken kvinna som helst med abrahamitisk tro. Män har större möjlighet att skilja sig enligt sharia än kvinnor, som behöver ange skäl i vissa fall. Bröder ärver dubbelt så mycket som sina systrar, eftersom män anses vara familjeförsörjare och familjebeskyddare. Dessa olikheter inför lagen står i strid med de mänskliga rättigheterna. 

### Omtolkningar och nytolkningar
På flera håll pågår idag omtolkning och nytolkning av islams källor vad gäller familjerätten, bland annat av muslimska akademiker och islamiska rättslärda med feministiska utgångspunkter. En av dessa är Amina Wadud, amerikansk islamolog som blev uppmärksammad för att leda en fredagsbön i New York 2005 (dock var hon inte den första kvinna att offentligt göra detta).